# 諾維尼 (弗拉基米爾-沃倫斯基區)
50°58′44″N 24°3′40″E / 50.97889°N 24.06111°E
諾維尼（烏克蘭語：Новини），是烏克蘭西北部的村莊，隸屬沃倫州的沃洛德米爾區。該村面積2,000平方公里，2001年人口111，人口密度每平方公里0.06人。